# Johann Korec
Johann Korec, né le 10 mars 1937 à Vienne et mort le 26 juillet 2008 à Klosterneuburg, est un créateur d'art brut autrichien.

## Biographie
Après avoir passé son enfance dans des foyers pour enfants et avoir fréquenté des écoles spécialisées, Johann Korec est valet de ferme et gardien de troupeau dès l'âge de 14 ans. Il rêve de devenir dompteur dans un cirque mais souffre de troubles mentaux de plus en plus manifestes et, en 1958, il est interné à l'hôpital psychiatrique de Gugging où il reste jusqu'à sa mort. Il commence à dessiner dans les années 60 et rejoint la Maison des artistes de Gugging en 1981.

## Œuvre
Ses œuvres, réalisées à l'encre de chine et à l'aquarelle, s'inspirent d'illustrations copiées dans les magazines. Dans un premier temps, il décalque des parties de l'image sur une feuille, utilisant parfois plusieurs décalques pour le même dessin, et dans un second temps, il sexualise les personnages reproduits, qui représentent le plus souvent des couples et des scènes érotiques. La partie inférieure du dessin comprend généralement un texte qui décrit les scènes représentées.